# Hood River
Hood River is een plaats (city) in de Amerikaanse staat Oregon, en valt bestuurlijk gezien onder Hood River County.

## Demografie
Bij de volkstelling in 2000 werd het aantal inwoners vastgesteld op 5831. In 2006 is het aantal inwoners door het United States Census Bureau geschat op 6673, een stijging van 842 (14,4%).

## Geografie
Volgens het United States Census Bureau beslaat de plaats een oppervlakte van 7,5 km², waarvan 5,3 km² land en 2,2 km² water. Hood River ligt op ongeveer 220 m boven zeeniveau.

## Plaatsen in de nabije omgeving
De onderstaande figuur toont nabijgelegen plaatsen in een straal van 20 km rond Hood River.